# Sassinoro
Sassinoro è un comune italiano di 615 abitanti della provincia di Benevento in Campania.

## Geografia fisica
Sassinoro sorge su di un colle alle pendici del monte Rotondo, afferente al massiccio del Matese, nella valle del Tammaro.
Il territorio comunale ha un'escursione altimetrica pari a 783 m.
L'altezza minima è di 392 m s.l.m. nei pressi del fiume Tammaro, mentre la massima è di 1.175 m s.l.m. della cima Selvozza. Il centro abitato è invece posto a 545 m s.l.m.
I rilievi principali sono cima Selvozza (1.175 m s.l.m.) e il monte Rotondo (circa 1.000 m s.l.m.) che sovrasta il centro abitato.

### Territorio
Sassinoro sorge sul confine nord sia della regione Campania sia della stessa provincia di Benevento, essendo l'ultima propaggine della Campania al confine con il Molise e la provincia di Campobasso.
Confinante con il territorio comunale di Morcone per i tre quarti del suo perimetro, Sassinoro è uno dei comuni più piccoli della provincia di Benevento sia dal punto di vista territoriale (13,2 km²) sia dal punto di vista abitativo (circa 650 abitanti); l'altro comune con cui confina è Sepino, comune molisano della provincia di Campobasso.
La maggior parte del territorio comunale è collinare e montuoso anche se vi sono piccole pianure dislocate entro il suo territorio, come la pianura di Colle di Prato detta comunemente "La Pianella", dove vi è anche un piccolo lago artificiale frequentato per la pesca sportiva, e la piccola pianura di Vignadonica situata ad est del centro abitato.
Il territorio comunale è delimitato da due corsi d'acqua naturali: il torrente la Sassinora, affluente del fiume Tammaro, lo separa dal comune di Morcone; il torrente Rio Fratto, anch'esso affluente del Tammaro, da quello di Sepino.

### Geologia
Il centro abitato è situato su un colle formato di massi calcarei congregrati, elevato tra due pianure, al nord quella di Sepino e al sud quella di Morcone e fra due gole laterali formate da opposti monti e colline.
Il terreno non offre indizi vulcanici, né fossili. I banchi arenarii, di natura calcarea, si trovano in molti luoghi, e quelli quasi puri, con pagliuzze di mica e lamine di feldspato, si adoperano con la calce come cemento da fabbrica.
Il terreno di Sassinoro può allora essere classificato nella sua varietà come:
- argilloso - calcareo (terreno intorno a monte Rotondo e fino alla sponda del Tammaro)
- argilloso - calcareo - arenoso (nelle colline coltivate a vigne e terreni seminativi al nord fino ai confini di Sepino, segnati dal torrente Rio Fratto)
- argilloso - siliceo (nelle pianure e in prossimità dei corsi d'acqua).

### Idrografia

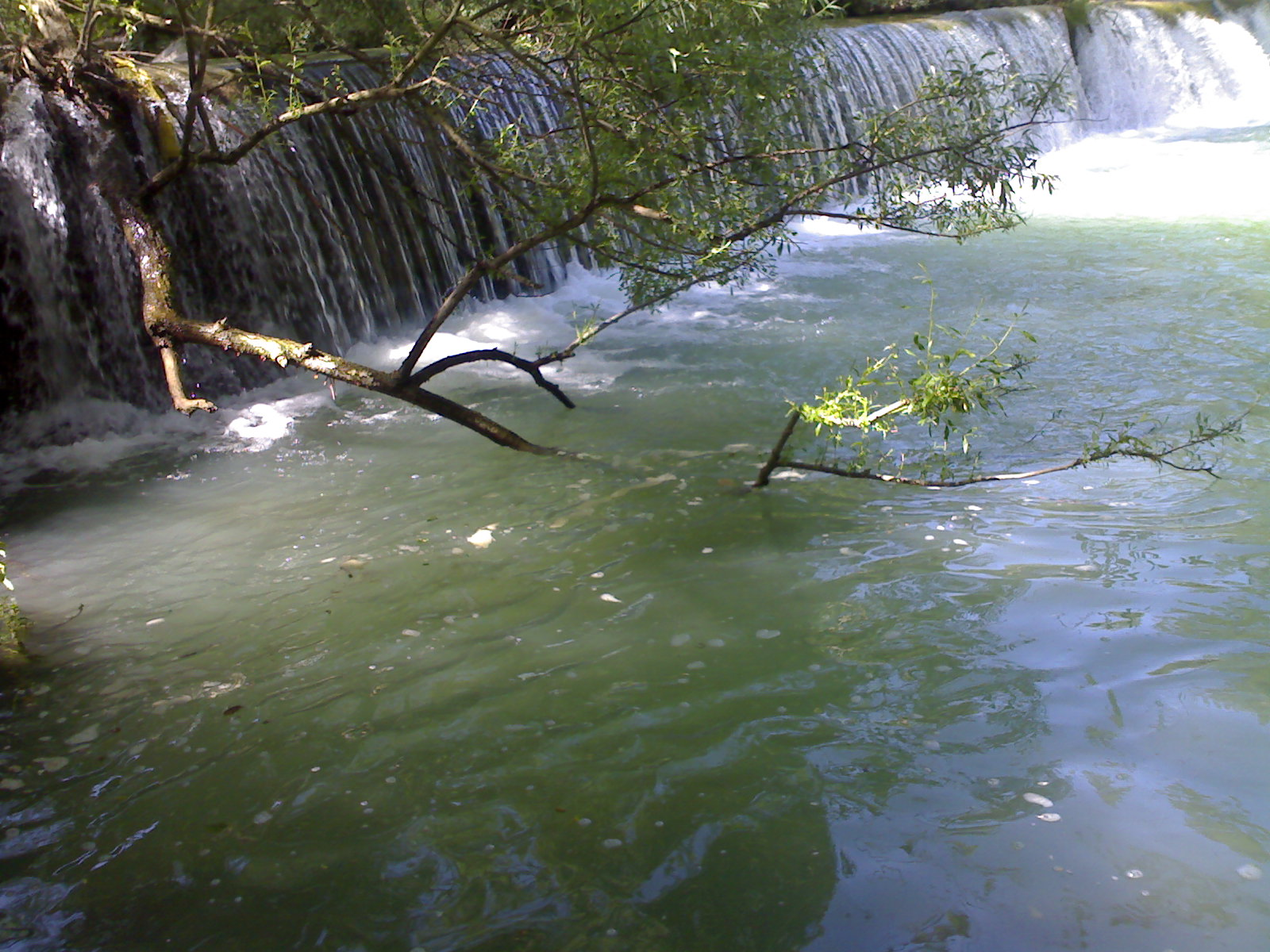
Tratto del fiume Tammaro nel Comune di Sassinoro

Il territorio di questo comune, essendo formato in gran parti da piccole valli e colline dominate dal monte Rotondo, ha molte sorgenti d'acqua lungo le pendici settentrionali dello stesso, ove se ne contano fino a tredici, freschissime e abbondanti, vengono usate per l'irrigazione nel periodo estivo e vanno a gettarsi nel fiume Tammaro.
Il comune è perciò sicuramente ricco di acque e si possono trovare come detto molte sorgenti naturali, tutte al di sopra degli 800 m s.l.m.
Senza dubbio simbolo di ciò è la grande fontana che si trova nella piazza principale del paese, piazza IV Novembre, anche se su tutto il territorio comunale si contano una quindicina di fontane e nel centro abitato un elemento caratteristico sono i "fontanili" che sono dislocati in ogni rione.
Le sorgenti sono così abbondanti in questa terra che il paese riesce a soddisfare autonomamente le sue esigenze idriche; un tempo riuscivano a garantire anche il funzionamento di tanti mulini, ora in disuso.
Il maggior corso d'acqua è senza dubbio il fiume Tammaro che lambisce a sud il centro abitato e bagna per circa 7 km il territorio comunale, facendo anch'esso, per un certo tratto, da confine naturale con il territorio comunale di Morcone a sud-ovest.
Corsi d'acqua minore sono i due maggiori torrenti che scorrono nel territorio comunale sassinorese, il Rio Fratto e la Sassinora, entrambi affluenti del Tammaro, che durante il periodo estivo hanno una ridottissima portata d'acqua per poi invece incrementarsi d'inverno.

### Clima
Il clima di Sassinoro è quello tipico della zona appenninica.
Le grandinate sono più frequenti in primavera ma raramente sono dannose, sterminatrice per i prodotti agricoli è invece quella che cade d'autunno.
Le piogge sono frequenti in primavera, in autunno e in inverno.
Le nevi non sono rare ma durano anche più di 20 giorni all'anno anche se con il trascorrere degli anni questo fenomeno atmosferico tende sempre meno a presentarsi sul comune e in generale sulla zona circostante Sassinoro.
Nevicate memorabili rimangono quella del 1903 e quella del 24 febbraio 1956 quando dovette intervenire l'esercito perché il paese rimase isolato. Un'ultima nevicata c'è stata a febbraio 2012 con più di due metri di neve anche nel centro abitato.
Le temperature sono medio-basse; d'estate però si raggiungono anche i 37/38° mentre in inverno il termometro frequentemente, soprattutto durante le ore notturne, scende sotto gli 0° facendo registrare a volte temperature anche sotto i -3°.
| SASSINORO             | Mesi  | Mesi  | Mesi  | Mesi  | Mesi  | Mesi  | Mesi  | Mesi  | Mesi  | Mesi  | Mesi  | Mesi  | Stagioni | Stagioni | Stagioni | Stagioni | Anno |
| SASSINORO             | Gen   | Feb   | Mar   | Apr   | Mag   | Giu   | Lug   | Ago   | Set   | Ott   | Nov   | Dic   | Inv      | Pri      | Est      | Aut      | Anno |
| --------------------- | ----- | ----- | ----- | ----- | ----- | ----- | ----- | ----- | ----- | ----- | ----- | ----- | -------- | -------- | -------- | -------- | ---- |
| T. max. media (°C)    | 4,0   | 7,2   | 12,7  | 18,9  | 22,5  | 26,9  | 30,6  | 31,6  | 24,1  | 17,6  | 10,6  | 8,5   | 6,6      | 18,0     | 29,7     | 17,4     | 17,9 |
| T. min. media (°C)    | −1,3  | 0,3   | 4,5   | 8,5   | 13,0  | 16,8  | 19,0  | 18,5  | 15,4  | 10,3  | 6,6   | 2,6   | 0,5      | 8,7      | 18,1     | 10,8     | 9,5  |
| Precipitazioni (mm)   | 43    | 41    | 47    | 56    | 62    | 58    | 44    | 47    | 54    | 68    | 63    | 51    | 135      | 165      | 149      | 185      | 634  |
| Giorni di pioggia     | 6     | 6     | 7     | 8     | 9     | 7     | 5     | 5     | 6     | 7     | 8     | 7     | 19       | 24       | 17       | 21       | 81   |
| Vento (direzione-m/s) | W 3,0 | W 3,3 | E 3,4 | E 3,5 | E 3,1 | E 3,0 | E 3,0 | E 2,8 | E 2,8 | E 3,0 | W 3,3 | W 3,2 | 3,2      | 3,3      | 2,9      | 3,0      | 3,1  |

## Storia

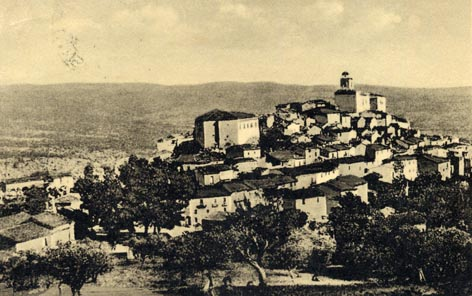
Sassinoro in una foto d'epoca (1930)

In età sannita nel comune esisteva un insediamento che trovava posto poco distante dall'attuale centro abitato.
Reperti risalenti all'epoca romana sono stati invece trovati nelle località "Invernare" e "Colle di Prato". In quest'ultima è stata rinvenuta una moneta d'argento coniata tra il 320 e il 248 a.C.
Intorno all'anno 1000 Sassinoro era soggetto all'autorità della chiesa di Santa Sofia di Benevento.
Nel 1027 venne citato col nome di Sassannorum.
Successivamente fu feudo dei Valletta e dei De Capua.
Nel 1566 passò ai Carafa che nel 1608 lo vendettero agli Allegretti.
Nel 1651 divenne possedimento della famiglia Mazzacane di Cerreto Sannita.
Il terremoto del 5 giugno 1688 provocò ingenti danni al paese che venne subito ricostruito.
Nel 1776 passò ai marchesi Mondelli.
Il paese subì altri danni dal sisma del 26 luglio 1805.
Già facente parte del Contado del Molise, dal 1861 fa parte della provincia di Benevento.
Il suo nome deriverebbe, secondo la tradizione, da un sasso sul quale si riposò papa Onorio III.
In realtà "Sassinoro" deriverebbe dai sassoni, popolo germanico sceso in Italia al seguito dei longobardi.

## Monumenti e luoghi d'interesse

### Santuario di Santa Lucia

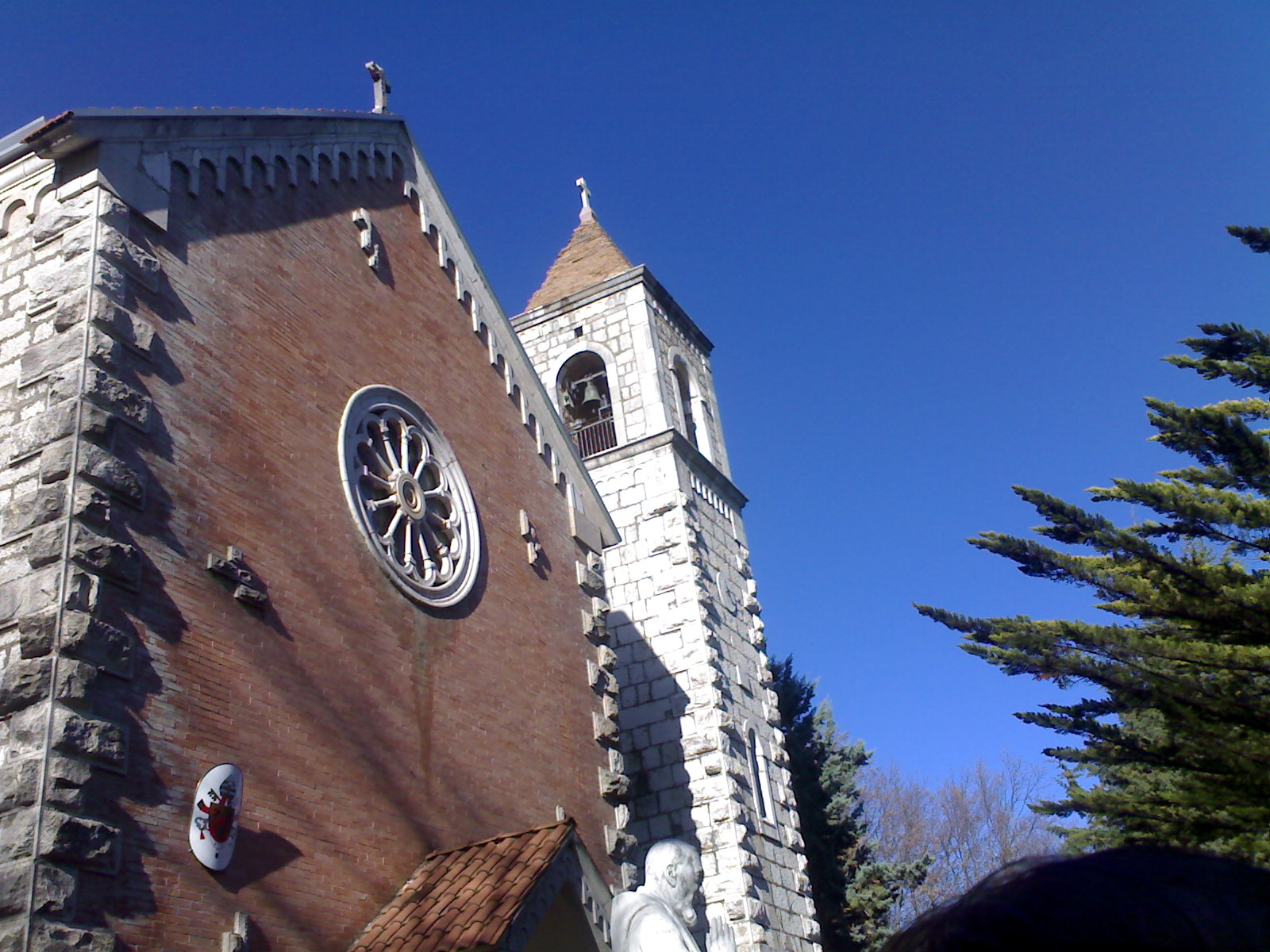
Particolare del Santuario di Santa Lucia

Il Santuario di Santa Lucia è sito in una località suggestiva, circondata dai boschi di querce.
La sua edificazione è dovuta a una leggenda secondo cui in questo luogo, nel XVII secolo, alcuni pastori scoprirono una grotta nascosta nella fitta vegetazione. All'interno della grotta assistettero all'apparizione di Santa Lucia e di San Michele Arcangelo. I pastori, tornati dopo alcuni giorni nella grotta, trovarono delle raffigurazioni dei due santi impresse nella roccia.
Venne subito costruito un luogo sacro che iniziò ad essere meta di intensi pellegrinaggi.
L'attuale Santuario è stato edificato nel XX secolo in stile neoromanico. Durante i lavori fu rinvenuta una statua in bronzo raffigurante la dea Demetra, risalente al III secolo a.C.
La facciata presenta un rosone e un campanile in pietra locale.
All'interno è ancora visibile la grotta dove i pastori ebbero in visione Santa Lucia e San Michele, raffigurati su due sculture in marmo di Carrara.
Interessanti sono le vetrate policrome che narrano tramite le immagini la leggenda che ha portato all'edificazione del luogo sacro.

### Altre architetture religiose
Chiesa di Santa Maria delle Grazie
Sita in piazza IV Novembre, fu edificata in epoca incerta e venne rifatta dopo il sisma del 1688. Nel 1741 fu ampliata mentre nel 1849 divenne sede della Congrega della Santissima Vergine delle Grazie. La chiesa è preceduta da un sagrato semicircolare ed è stata costruita tutta con l'uso di pietre locali. La semplice facciata a capanna è sovrastata da un modesto campanile a vela. Al suo interno è custodita una pregevole scultura lignea in stile bizantino raffigurante la Vergine.
Chiesa di San Michele Arcangelo
Chiesa arcipretale, fu costruita su un'antica cappella dedicata a Gesù Redentore. Nel XVII secolo, dopo l'apparizione di San Michele nella grotta dell'odierno Santuario di Santa Lucia, si decise di intitolare l'edificio a San Michele Arcangelo. Fu rifatta dopo il sisma del 1688 e ancora dopo quello del 1805. La facciata in pietra locale presenta una parte centrale avanzata rispetto al resto della costruzione. Su di essa si erge il campanile con terminazione a cipolla rivestita da embrici maiolicati gialli e verdi.

## Società

### Evoluzione demografica
Abitanti censiti

Il comune di Sassinoro ha fatto registrare nel censimento del 1991 una popolazione pari a 918 abitanti.
Nel censimento del 2001 ha fatto registrare una popolazione pari a 646 abitanti, mostrando quindi nel decennio 1991 - 2001 una variazione percentuale di abitanti pari al -29,63%.
Gli abitanti sono distribuiti in 263 nuclei familiari con una media per nucleo familiare di 2,46 componenti.

## Infrastrutture e trasporti

### Strade
Il comune è attraversato dalla strada provinciale 69 ed è servito da un'uscita sulla strada statale 87 Sannitica.

### Ferrovie
Il comune era servito dalla stazione di Sassinoro, situata però nel comune di Morcone, sulla ferrovia Benevento-Campobasso e dismessa dal 2013.

## Amministrazione

### Sindaci
| Periodo | Periodo   | Primo cittadino   | Partito                                        | Carica  | Note |
| ------- | --------- | ----------------- | ---------------------------------------------- | ------- | ---- |
| 1997    | 2002      | Fausto Parente    | centrodestra-lista civica                      | Sindaco |      |
| 2002    | 2007      | Fausto Parente    | centrodestra-lista civica                      | Sindaco |      |
| 2007    | 2012      | Pasqualino Cusano | centrosinistra-lista civica                    | Sindaco |      |
| 2012    | 2017      | Pasqualino Cusano | lista civica "Democratica per Sassinoro Unito" | Sindaco |      |
| 2017    | 2022      | Pasqualino Cusano | lista civica "Sassinoro Deve Vivere"           | Sindaco |      |
| 2022    | in carica | Luca Apollonio    | lista civica "Sassinoro Amministrare Insieme"  | Sindaco |      |

### Gemellaggi
Sassinoro è gemellata con Ossining (New York),  Stati Uniti